# Tongue in Chic
Albums de Chic
Take It Off
(1981) Believer
(1983)
Tongue in Chic est le sixième album du groupe de disco/funk Chic, sorti en 1982.

## Album

### Titres
Tous les titres sont de Bernard Edwards et Nile Rodgers.
1. Hangin' (5:12)
2. I Feel Your Love Comin' On (6:52)
3. When You Love Someone (5:06)
4. Chic (Everybody Say) (4:46)
5. Hey Fool (3:40)
6. Sharing Love (2:40)
7. City Lights (4:26)

### Musiciens
- Alfa Anderson : voix
- Luci Martin : voix
- Bernard Edwards : voix, basse
- Nile Rodgers : guitare, voix
- Tony Thompson : batterie
- Dolette McDonald : voix
- Fonzi Thornton : voix
- Jocelyn Brown : voix
- Michelle Cobbs : voix
- Marty Celay : guitare
- Raymond Jones : clavier
- Rob Sabino : clavier
- Sammy Figueroa : percussions
- Robert Aaron : saxophone
- Ray Maldonado : trompette
- Gene Orloff : strings